# Трёдладингья
Трёдладингья (исл. Trölladyngja) — крупнейший щитовой вулкан Исландии, находится у лавового поля Оудаудахрейн (исл. Ódáðahraun). Вулкан достигает высоты 1468 м н.у.м, возвышаясь почти на 600 м над окружающей пустынной местностью.
Диаметр составляет около 10 км; нижняя часть склона имеет наклон 4-5°, на больших высотах наклон составляет 6-8°. Кратер вытянутый, длина — от 1200 до 1500 м, ширина — 500 м, глубина — 100 м.
Большая часть лавового потока вытекала в северном направлении, один из языков достиг долины Баурдардалур, расположенной на расстоянии около 100 км.